# Edstorp
Edstorp är en småort i Råby-Rönö socken i Nyköpings kommun i Södermanlands län. Den är belägen cirka 15 km norr om Nyköping utmed riksväg 53.
Småorten som består av moderna villor inkluderar inte den gamla bytomten för byn Edstorp som gett orten dess namn. Den är belägen på ägor tillhöriga byarna Edstorp, Fyrby, Löten och Gudsland.